# Liste der denkmalgeschützten Objekte in Enzersfeld im Weinviertel
Die Liste der denkmalgeschützten Objekte in Enzersfeld im Weinviertel enthält die 10 denkmalgeschützten, unbeweglichen Objekte der niederösterreichischen Marktgemeinde Enzersfeld.

## Denkmäler
| Foto |                 | Denkmal                                                                 | Standort                                              | Beschreibung | Metadaten |
| ---- | --------------- | ----------------------------------------------------------------------- | ----------------------------------------------------- | --- | --- |
| ja   | Datei hochladen | Kath. Pfarrkirche Mariä Geburt HERIS-ID: 23190 Objekt-ID: 19538         | gegenüber Kirchenplatz 1 Standort KG: Enzersfeld      | Die außen romantisierende, im Inneren secessionistisch geprägte Hallenkirche mit Eckturm und Abseiten wurde 1908/09 erbaut. | BDA-Hist.: Q19631153 Status: § 2a Stand der BDA-Liste: 2025-06-30 Name: Kath. Pfarrkirche Mariä Geburt GstNr.: .27 Pfarrkirche Maria Geburt, Enzersfeld im Weinviertel |
| ja   | Datei hochladen | Fundzone Langes Enzersbrunnfeld HERIS-ID: 5898 Objekt-ID: 1772          | Langes Enzersbrunnfeld Standort KG: Enzersfeld        | In der La-Tène-zeitlich/römerzeitlichen Siedlung traten insgesamt 344 archäologische Befunde zu Tage. Neben einigen neolithischen Streufunden wurden einige wenige urnenfelderzeitliche Gruben entdeckt. Den Schwerpunkt bildete eine keltisch-germanische Siedlung, weiters wurden drei kleine, spätmittelalterliche Gräbchen unbekannter Funktion, ein neuzeitlicher Feldrain sowie eine Schützenstellung aus dem 2. Weltkrieg dokumentiert. | BDA-Hist.: Q37861906 Status: Bescheid Stand der BDA-Liste: 2025-06-30 Name: Fundzone Langes Enzersbrunnfeld GstNr.: 2819, 2820, 2821, 2822, 2823, 2824, 2825, 2826, 2827, 2828, 2829, 2830, 2831, 2832, 2833, 2834/1, 2834/2, 2835, 2836, 2837, 2838, 2839, 2840/1, 2840/2, 2841, 2842, 2843, 2844/1, 2844/2, 2845, 2848, 2851/1, 2851/2 |
| ja   | Datei hochladen | Kreuzigungsgruppe HERIS-ID: 23191 Objekt-ID: 19539                      | Kirchenplatz 13, gegenüber Standort KG: Enzersfeld    | Die Kreuzigungsgruppe mit den Assistenzfiguren Heilige Maria, Maria Magdalena und Johannes Evangelist wurde um 1720 erbaut. | BDA-Hist.: Q37874743 Status: § 2a Stand der BDA-Liste: 2025-06-30 Name: Kreuzigungsgruppe GstNr.: 2519/1 Kreuzigungsgruppe (Enzersfeld) |
| ja   | Datei hochladen | Pest-/Dreifaltigkeitssäule HERIS-ID: 23195 Objekt-ID: 19543             | vor Hauptstraße 26 Standort KG: Enzersfeld            | 1. Hälfte des 19. Jahrhunderts. | BDA-Hist.: Q37874781 Status: § 2a Stand der BDA-Liste: 2025-06-30 Name: Pest-/Dreifaltigkeitssäule GstNr.: 2519/2 |
| ja   | Datei hochladen | Bildstock HERIS-ID: 23196 Objekt-ID: 19544                              | Kasinoplatz Standort KG: Enzersfeld                   | Nischenbildstock mit quaderförmiger Säule, Kupferdach und Eisenkreuz. | BDA-Hist.: Q37874794 Status: § 2a Stand der BDA-Liste: 2025-06-30 Name: Bildstock GstNr.: 2519/4 |
| ja   | Datei hochladen | Flur-/Wegkapelle hl. Johannes Nepomuk HERIS-ID: 23194 Objekt-ID: 19542  | vor Manhartsbrunner Straße 7 Standort KG: Enzersfeld  | Der Bau mit geschwungenen Giebel, Segmentbogenöffnung um Platzlgewölbe wurde Mitte des 19. Jahrhunderts erbaut. Die Statue des hl. Nepomuk ist mit 1856 bezeichnet. | BDA-Hist.: Q37874769 Status: § 2a Stand der BDA-Liste: 2025-06-30 Name: Flur-/Wegkapelle hl. Johannes Nepomuk GstNr.: 2505/1 John of Nepomuk chapel, Enzersfeld |
| ja   | Datei hochladen | Kath. Filialkirche hl. Maria Magdalena HERIS-ID: 23199 Objekt-ID: 19547 | Am Kirchberg 2 Standort KG: Königsbrunn               | Großteils rekonstruierte romanische Saalkirche aus dem Ende des 12., Anfang des 13. Jahrhunderts mit West-Turm. Nach den kriegsbedingten Schäden 1945 erfolgte 1953 bis 1956 der Wiederaufbau. | BDA-Hist.: Q37874816 Status: § 2a Stand der BDA-Liste: 2025-06-30 Name: Kath. Filialkirche hl. Maria Magdalena GstNr.: .1 Koenigsbrunn-Filialkirche |
| ja   | Datei hochladen | Fundzone Langes Enzersbrunnfeld HERIS-ID: 5899 Objekt-ID: 1773          | Langes Enzersbrunnfeld Standort KG: Königsbrunn       | Insgesamt traten 344 archäologische Befunde zu Tage. Neben einigen neolithischen Streufunden wurden einige wenige urnenfelderzeitliche Gruben entdeckt. Den Schwerpunkt bildete eine keltisch-germanische Siedlung, weiters wurden drei kleine, spätmittelalterliche Gräbchen unbekannter Funktion, ein neuzeitlicher Feldrain sowie eine Schützenstellung aus dem 2. Weltkrieg dokumentiert.                                                  | BDA-Hist.: Q37861974 Status: Bescheid Stand der BDA-Liste: 2025-06-30 Name: Fundzone Langes Enzersbrunnfeld GstNr.: 1177, 1178, 1179, 1180, 1181, 1182, 1183, 1189, 1190, 1191, 1192, 1193, 1194, 1195, 1196, 1197, 1198, 1199, 1200/1, 1200/2, 1201, 1202, 1203, 1204, 1205, 1206, 1207, 1208                                           |
| ja   | Datei hochladen | Bildstock HERIS-ID: 23197 Objekt-ID: 19545                              | Stettener Straße Standort KG: Königsbrunn             | Achtseitpfeiler mit Quaderaufsatz von 1711. | BDA-Hist.: Q37874804 Status: § 2a Stand der BDA-Liste: 2025-06-30 Name: Bildstock GstNr.: 1096/2 |
| ja   | Datei hochladen | Flur-/Wegkapelle hl. Johannes Nepomuk HERIS-ID: 23201 Objekt-ID: 19549  | neben Hagenbrunner Straße 26 Standort KG: Königsbrunn | Dreiseitig geschlossener Giebelbau mit Faschengliederung 1771 erbaut. Im rundbogigen, geöffneten konchenförmigen Innern befindet sich die Statue des hl. Johannes Nepomuk, bezeichnet mit 1745. | BDA-Hist.: Q37874831 Status: § 2a Stand der BDA-Liste: 2025-06-30 Name: Flur-/Wegkapelle hl. Johannes Nepomuk GstNr.: .102 |